# Gastroplastia endoscópica
A gastroplastia endoscópica ou endossutura gástrica é um método menos invasivo envolvendo a realização de gastroplastias. Esse procedimento médico, o qual consiste em uma técnica similar a uma cirurgia bariátrica do tipo Sleeve, mas realizado por meio de uma endoscopia, apresenta resultados satisfatórios na perda de peso dos pacientes, sem realizar mudanças na fisiologia gástrica, estando baseada apenas na restrição do espaço disponível para alimentos e na redução dos movimentos perístalticos. A idéia do método é diminuir a capacidade gástrica através de pontos, dados pelo endoscopista através de uma "maquina de costura" na ponta de uma aprelho de endoscopia.

## Indicações
Esse método pode ser indicado para pacientes que já falharam no tratamento da obesidade com dietas, exercícios ou medicamentos e também não obtiveram o resultado desejado com o balão intragástrico.
A obesidade é uma doença crônica e multifatorial e a limitação do volume do estômago do paciente pode colaborar muito com a mudança de estilo de vida. Quando associado a medicações coma a semaglutida pode ser ainda mais eficaz.  Também pode ser recomendado à pacientes obesos mórbidos, ou seja, dotados de IMC maior que 40, que  eventualmente não possam ou não desejem se submeter à métodos mais invasivos, caso dos demais tipos de cirurgias bariátricas.
Entretanto esta técnica tende a apresentar menor eficiência a longo prazo quando comparado à cirurgia bariátrica tradicional.

## Procedimento
Com o paciente sedado sob anestesia geral, o médico insere um endoscópio pela boca do paciente, chegando até o estômago. Com um equipamento especialmente desenvolvido para este fim, o médico sutura o estomago criando uma invaginação, reduzindo drasticamente seu volume, o que diminuirá a sensação de fome sentida pelo paciente.